# Мова Денис Миколайович
Денис Миколайович Мова (справжнє прізвище Петров, нар. бл. 1860, Бердянськ, тепер Запорізької області — 1922, Одеса) — український оперний співак (тенор), актор.

## Біографія
Навчався в Петербурзькій консерваторії, мав сильний голос красивого тембру. Виступав в складі українських труп М. Кропивницького та М. Старицького (1885—1889), у Театрі Миколи Садовського (1889—1890, 1983—1895), в трупі П. Саксаганського (1890—1893, 1895—1909). У 1909 році організував власну приватну трупу.
Першим виконав партію Петра в опері «Наталка Полтавка» М. Лисенка (1889). Серед репертуару — партії Андрія («Запорожець за Дунаєм» С. Гулак-Артемовського), Левко («Утоплена» М. Лисенко).
Чоловік української оперної співачки і акторки Марії Садовської-Барілотті; їх донька Олена Петляш — також відома оперна співачка.